# 753년

## 연호
- 당(唐) 천보(天寶) 12재
- 일본(日本) 덴표쇼호(天平勝宝) 5년

## 기년
- 당(唐) 현종(玄宗) 42년
- 신라(新羅) 경덕왕(景德王) 12년
- 발해(渤海) 문왕(文王) 17년